# Pakrac
Pakrac (Hongaars: Pakrác , Duits: Pakratz) is een stad in de Kroatische provincie Požega-Slavonië.
Bij de volkstelling van 2011 telde de stad 8.460 inwoners.

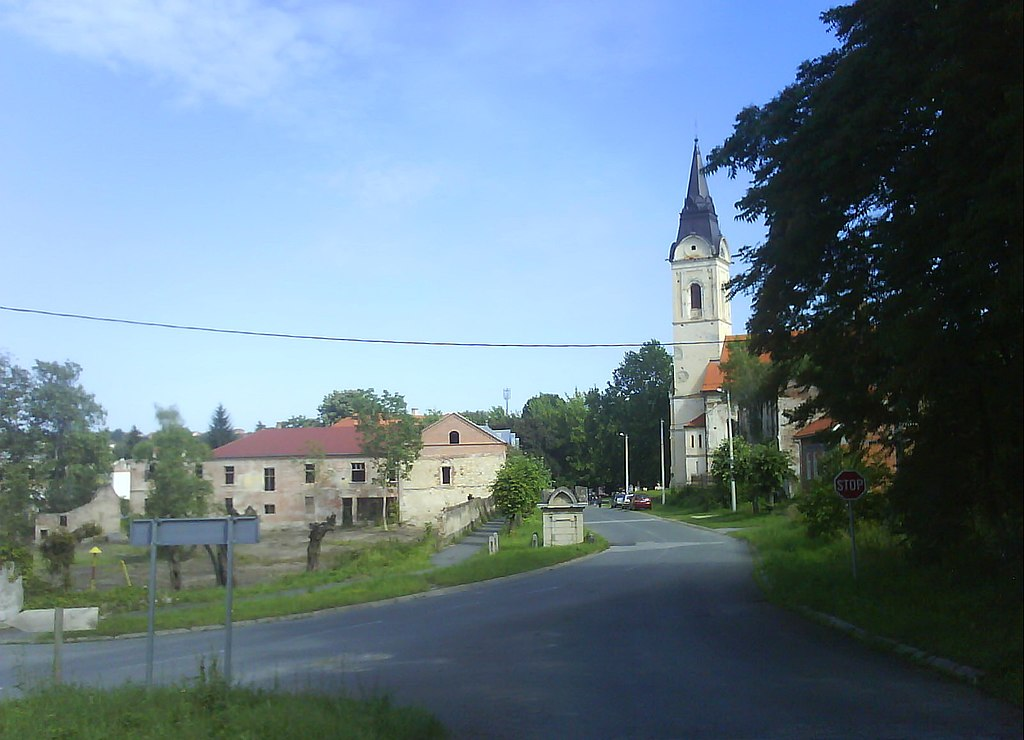
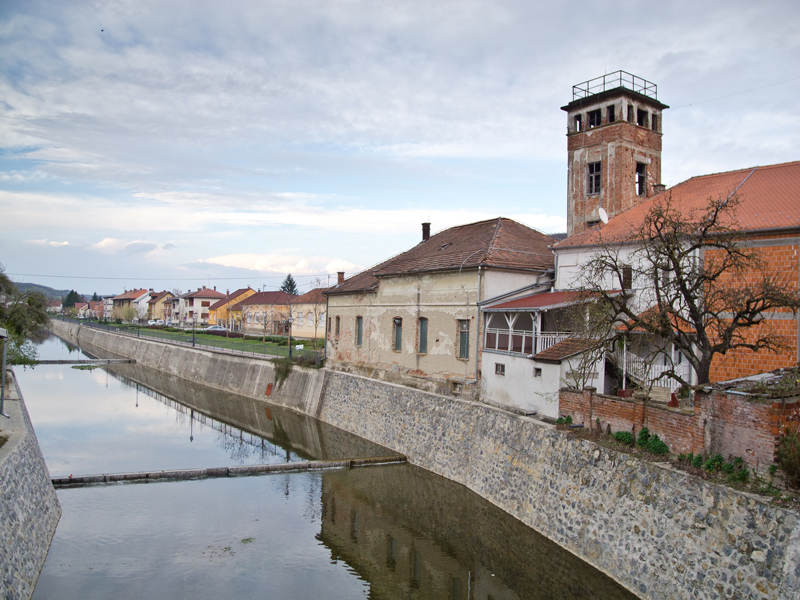

Steden (gradovi): Požega · Kutjevo · Lipik · Pakrac · Pleternica

Gemeenten (općine): Brestovac · Čaglin · Jakšić · Kaptol · Velika